# Тоник (пиће)
Тоник је газирано пиће обогаћено кинином који му даје препознатљив горак укус.
Пиће је добило име по својим медицинским, тоничним ефектима кинина који је додаван у пиће у циљу спречавања појаве маларије. Медицински тоник се првобитно састојао само од газиране воде и великих количина кинина и са намером се правио за коришћење у ендемским маларичним подручјима јужне Азије и Африке. На подручју британске Индије, војници су мешали тоник са џином добијајући џин-тоник који је био укуснији од самог тоника.
Данас, већина тоника садржи медицински безначајне количине кинина који се само користи ради специфичног укуса. Данашњи тоник је мање горак, некад и заслађен.
Тоник се често користи за прављење коктела и то најчешће коктела на бази џина.

## Историја
Још у 17. веку Шпанци су користили кинин из коре Cinchona дрвета за лечење маларије након што су им указали на лек домородачки народи Перуа, Боливије и Еквадора.
Почетком 19. века у Индији и другим тропским земљама Британске империје, медицински кинин је препоручен британским званичницима и војницима да би спречили маларију, при чему је мешан са содом и шећером да би се прикрио његов горак укус, чиме је формирана тоник вода.
Прва комерцијална тоник вода произведена је 1858. године када ју је патентирао власник предузећа Пит & Ко, Еразмус Бонд. Мешано пиће џин тоник такође потиче из Британске колонијалне Индије, када су Британци помешали свој лековити кинин тоник са џином и другим састојцима да би горки лек учинили укуснијим. Војници у Индији су већ добијали оброк џина, тако да је слатка мешавина била лака за припрему. Године 1868, први познати запис о Џин & Тонику био је у „Ориентал спортском магазину” и описан је као освежавајући коктел за гледаоце коњских трка, а не као лек.